# Опорный меридиан
Опорный меридиан, или международный опорный меридиан (англ. International Reference Meridian), — нулевой меридиан (0° долготы), используемый в качестве начального для отсчёта долготы Международной службой вращения Земли, Международной земной системы координат и созданных на тех же принципах WGS 84 и ПЗ-90. Опорный меридиан проходит примерно в 5,3" к востоку (примерно 102 метра) от оси пассажного инструмента Гринвичской обсерватории, которая является точкой отсчёта Гринвичского меридиана.

## Расположение

Страны, которые пересекает экватор (выделены красным) и опорный меридиан (выделены синим)

Сдвиг в 5,3" относительно Гринвичского меридиана возник при использовании первой в мире спутниковой навигационной системы Transit. Навигационная система Transit была разработана в Лаборатории прикладной физики университета Джонса Хопкинса в штате Мэриленд, США. Координаты станции, принимавшей спутниковый сигнал, поступали в системе координат американской геодезической сети NAD27, основанной на модели земного эллипсоида, не привязанной к его центру масс, и были переведены в координаты модели эллипсоида, привязанной к его центру масс. Это привело к смещению всех рассчитываемых координат, включая нулевой меридиан.
Когда антенна наземной станции Transit в июне 1969 года была установлена непосредственно над осью пассажного инструмента Гринвичской обсерватории, было установлено расхождение в 5,64" между Гринвичским меридианом и нулевым меридианом системы Transit. Впоследствии это расхождение увеличилось в связи с использованием Геопотенциальной модели земного шара 1996 года (EGM96), резким увеличением числа наземных станций — с 4 до более 500, и использования современной GPS.
Международная гидрографическая организация приняла раннюю версию опорного меридиана в 1983 году для всех навигационных карт, а 3 марта 1989 года опорный меридиан был принят для аэронавигации ИКАО. Поскольку тектонические плиты медленно двигаются по поверхности Земли, большинство стран берёт за основу для своих карт положение опорного меридиана, фиксированное по отношению к их тектонической плите по состоянию на начало определённого года, как, например NAD83 в США, Европейская система земных координат 1989 года (ETRF89) и австралийская GDA94. Положения опорного меридиана, фиксированное по отношению к конкретной тектонической плите, отличаются от глобальной версии не более чем на несколько сантиметров.
Отмечено, что вся европейская часть Евразийской плиты, в том числе Гринвичская обсерватория, движется к северо-востоку от опорного меридиана со скоростью 2,5 см в год. Таким образом, опорный меридиан представляет собой средневзвешенное (в смысле наименьших квадратов) от опорных меридианов сети наземных станций Международной службы вращения Земли. Эта сеть включает в себя станции GPS, станции лазерной локации спутников (SLR), станции лазерной локации Луны и станции радиоинтерферометрии со сверхдлинными базами (РСДБ). Координаты всех станций сети ежегодно корректируются, чтобы учесть величину их вращения относительно основных тектонических плит.
Всемирное время также основывается на местонахождении опорного меридиана. Из-за изменений скорости вращения Земли всемирное координированное время может отличаться от среднего наблюдаемого времени на данном меридиане на величину до 0,9 секунды (что эквивалентно отклонению примерно в 260 метров от положения, соответствующего местному среднему солнечному времени). Чтобы согласовать всемирное координированное время со средним солнечным временем UT1, к всемирному времени периодически добавляется секунда координации.

## География
Опорный меридиан проходит через следующие страны, моря и территории:
| Координаты (приблизительно)  | Страна, территория или море | Примечания                                                     |
| ---------------------------- | --------------------------- | -------------------------------------------------------------- |
| 90°00′ с. ш. 0°00′ в. д.HGЯO | Северный Ледовитый океан    | Северный Полюс                                                 |
| 81°39′ с. ш. 0°00′ в. д.HGЯO | Гренландское море           |                                                                |
| 72°53′ с. ш. 0°00′ в. д.HGЯO | Норвежское море             |                                                                |
| 61°00′ с. ш. 0°00′ в. д.HGЯO | Северное море               |                                                                |
| 53°45′ с. ш. 0°00′ в. д.HGЯO | Великобритания              | Проходит через Лондон, п-ов Гринвич и Гринвичскую обсерваторию |
| 50°47′ с. ш. 0°00′ в. д.HGЯO | Пролив Ла-Манш              |                                                                |
| 49°19′ с. ш. 0°00′ в. д.HGЯO | Франция                     |                                                                |
| 42°41′ с. ш. 0°00′ в. д.HGЯO | Испания                     |                                                                |
| 39°56′ с. ш. 0°00′ в. д.HGЯO | Средиземное море            | Валенсийский залив                                             |
| 38°52′ с. ш. 0°00′ в. д.HGЯO | Испания                     |                                                                |
| 38°38′ с. ш. 0°00′ в. д.HGЯO | Средиземное море            |                                                                |
| 35°50′ с. ш. 0°00′ в. д.HGЯO | Алжир                       |                                                                |
| 21°50′ с. ш. 0°00′ в. д.HGЯO | Мали                        |                                                                |
| 14°59′ с. ш. 0°00′ в. д.HGЯO | Буркина-Фасо                |                                                                |
| 11°06′ с. ш. 0°00′ в. д.HGЯO | Того                        | Примерно 600 м                                                 |
| 11°06′ с. ш. 0°00′ в. д.HGЯO | Гана                        | Примерно 16 км                                                 |
| 10°57′ с. ш. 0°00′ в. д.HGЯO | Того                        |                                                                |
| 10°36′ с. ш. 0°00′ в. д.HGЯO | Гана                        | Пересекает озеро Вольта, 7°48′ с. ш. 0°00′ в. д.HGЯO           |
| 5°37′ с. ш. 0°00′ в. д.HGЯO  | Атлантический океан         | Пересекает экватор в точке 0°00′ с. ш. 0°00′ в. д.HGЯO         |
| 60°00′ ю. ш. 0°00′ в. д.HGЯO | Южный океан                 |                                                                |
| 68°54′ ю. ш. 0°00′ в. д.HGЯO | Антарктида                  | Земля Королевы Мод, Южный полюс, 90°00′ ю. ш. 0°00′ в. д.HGЯO  |